# Tratado de Amizade e Não Agressão Luso-Espanhol
O Tratado de Amizade e Não Agressão Luso-Espanhol (1939), que deu lugar ao Pacto Ibérico e consequente proclamação do Bloco Ibérico (1942), foi um tratado de 17 de março de 1939. Assinado pelo Presidente do Conselho de Ministros do governo autoritário de Portugal, António de Oliveira Salazar, e pelo embaixador de Espanha, Nicolás Franco (irmão mais velho de Francisco Franco). O pacto visava preservar a neutralidade da Península Ibérica em caso de um conflito mundial, num contexto em que Espanha simpatizava com as potencias do Eixo ao passo que as simpatias de Portugal pendiam para o lado Britânico. Nos termos do documento, Portugal e Espanha reconheciam mutuamente as respetivas fronteiras, estabeleciam relações de amizade e comprometiam-se a efetuar consultas diversas entre si, com vista a uma ação concertada em caso de conflito. Após o início da Segunda Guerra Mundial virá a ter um Protocolo Adicional assinado em 29 de Julho de 1940 também em Lisboa, reiterando a neutralidade peninsular. Este tratado e a diplomacia Portuguesa viriam a ter um papel importante na criação do um bloco Ibérico neutro em 1942 e na aproximação da Espanha Franquista aos Aliados da Segunda Guerra Mundial.
Esteve em vigor até 1977, sendo então substituído pelo Tratado de Amizade e Cooperação entre Portugal e Espanha, ratificado no ano seguinte, em plena Transição Espanhola. 

## História
Na Guerra Civil Espanhola, deflagrada em julho de 1936, estava fundamentalmente em causa a implantação de um regime republicano parlamentar ou um fascista em Espanha, que poderia influenciar toda a Península Ibérica, e até mesmo o resto da Europa. De um lado posicionaram-se as forças do nacionalismo espanhol e do fascismo, aliadas às classes e instituições tradicionais da Espanha (O Exército, a Igreja e o Latifúndio), apoiados internacionalmente pela Alemanha Nazi e Itália Fascista que se opunha à Frente Popular formada por Socialistas, Comunistas (estalinistas e troskistas), Anarquistas e Democratas liberais, apoiados internacionalmente pela União Soviética e México.
Salazar, antiparlamentar e anticomunista, tinha várias razões para temer a Segunda República Espanhola e por isso apoiou ativamente Francisco Franco, servindo de retaguarda para apoio logístico, apoio financeiro, favorecimento para a aquisição de armas e munições, chegando inclusive a apoiar as tropas franquistas com um corpo de militares denominado "Viriatos". Por outro lado os governos republicanos imbuídos de messianismo democratizante tinham apoiado a oposição ao regime ditatorial Salazarista e preconizavam uma Confederação de estados ibéricos que poderia colocar em causa, no futuro, a existência de Portugal enquanto país independente. Sendo os governos republicanos eram apoiados pela União Soviética, Salazar também temia a influencia que estes poderiam vir a ter na Península Ibérica. Salazar não hesitou, portanto, em apoiar o ditador espanhol desde a primeira hora e daí o enorme prestígio ganho por Portugal nas hostes franquistas. Salazar nomeia Pedro Teotónio Pereira para a delicada função de “Agente Especial” do Governo Português junto do Governo de Franco. Teotónio Pereira chega a Salamanca a 19 de Janeiro de 1938 encontrando uma atmosfera de grande simpatia do governo sediado em Burgos para com os diplomatas alemães e italianos e uma atmosfera de grande hostilidade para com os diplomatas dos restantes países. Teotónio Pereira cedo começou a contrariar este ambiente e Portugal virá a ter um papel fundamental no afastamento da Espanha Franquista relativamente às Potências do Eixo, na aproximação aos Aliados e na criação de um Bloco Ibérico neutro,. Este papel importantíssimo de Salazar e de Teotónio Pereira é reconhecido e objecto de copiosos elogios por parte de Carlton Hayes, o historiador e Embaixador Americano em Madrid durante a guerra no seu livro Wartime mission in Spain,1942-1945 e por parte do Embaixador Britânico, Samuel Hoare, no seu livro “Ambassador on a Special Mission”.
Em 28 de Abril de 1938 Salazar anuncia na Assembleia Nacional o reconhecimento político oficial do Governo de Franco, em 11 de Maio dissolve-se em Portugal a Junta de Representação do Estado Espanhol e a 20 de Setembro de 1938, o Embaixador de Portugal em Espanha, Pedro Teotónio Pereira, envia um telegrama sugerindo que se celebrasse um “Pacto de Não-Agressão” com a Espanha. Após longas negociações, a 17 de Março de 1939 é assinado em Lisboa o Tratado Luso-Espanhol de Amizade e Não-Agressão (também denominado "Pacto Ibérico). Em 14 de Abril de 1939 o Embaixador de Itália em Lisboa procura que Portugal adira ao Pacto anti-comunista subscrito pela Alemanha, Itália e Espanha, tendo esta proposta sido recusada.
Nos termos do documento, Portugal e Espanha reconheciam mutuamente as respetivas fronteiras, estabeleciam relações de amizade e comprometiam-se a efetuar consultas diversas entre si, com vista a uma ação concertada. Implicitamente, o que ficava consagrado era uma identidade de interesses e um pacto entre dois regimes essencialmente análogos, o Estado Novo e a ditadura do general Francisco Franco, que estava prestes a emergir da guerra civil. 
As negociações que conduziram à assinatura do tratado tiveram o apoio ativo da diplomacia do Reino Unido, que via nesta aliança um vantajoso contraponto, no próprio continente, às tentações expansionistas da Alemanha Nazi e da Itália Fascista, potências que já marcavam presença forte na Guerra Civil Espanhola apoiando as tropas franquistas.
Em 5 de julho de 1940, após a capitulação da França, e com os tanques alemães nos Pirenéus, Salazar envia instruções para o Embaixador de Portugal em Madrid no sentido de “se poder levar um pouco mais longe o Tratado de Amizade e Não-Agressão” com a Espanha. Em 29 de Julho de 1940 é assinado em Lisboa o Protocolo Adicional ao Tratado de Amizade e Não-Agressão entre Portugal e Espanha, reiterando a neutralidade peninsular. Apesar disto o ditador espanhol mantinha no final desse ano, com grande secretismo, extensos planos militares para uma hipotética invasão de Portugal em larga escala, posterior ao primeiro passo que seria a ocupação de Gibraltar.
Não obstante a Espanha manteve a sua posição de não-beligerância para com o Reino Unido da Grã-Bretanha e Estados Unidos ao longo da Segunda Guerra Mundial, embora alguns sectores políticos espanhóis se inclinassem para a intervenção alargada no conflito.
O tratado marcou um ponto de viragem nas relações entre Portugal e Espanha. Mais tarde, em entrevista ao jornal francês “Le Figaro”, a 13 de Janeiro de 1958, Francisco Franco viria a afirmar sobre o ditador português:  “O homem de Estado mais completo, mais respeitável de entre todos os que conheci, eu dir-lhe-ei: Salazar. Tenho aqui um personagem extraordinário, pela sua inteligência, o sentido político, a humanidade. O seu único defeito é, talvez, a modéstia”.